# Evaldas Lementauskas
Evaldas Lementauskas (* 11. September 1970 in Šiauliai, Litauische SSR) ist ein litauischer Politiker.

## Leben
Nach dem Abitur 1986 an der Julius-Janonis-Mittelschule absolvierte Lementauskas 1990 mit Auszeichnung das Polytechnikum Šiauliai und 1999 das Bachelorstudium der BA an der Technologijos universitetas in Kaunas sowie 2001 das Studium an der Šiaulių universitetas und 2005 das Masterstudium der Rechtswissenschaften an der Mykolo Romerio universitetas in Vilnius.
2003 war Lementauskas Stellvertretender Bürgermeister von Šiauliai, von 2007 bis 2008 Stellvertretender Bürgermeister von Vilnius und von 2008 bis 2012 Mitglied des Seimas.
Lementauskas war stellv. Vorsitzender der Partei Tvarka ir teisingumas.
Lementauskas ist verheiratet. Mit seiner Frau Vida Lementauskienė hat er den Sohn Edgaras und die Tochter Emilija.